# Marmo di Vezza

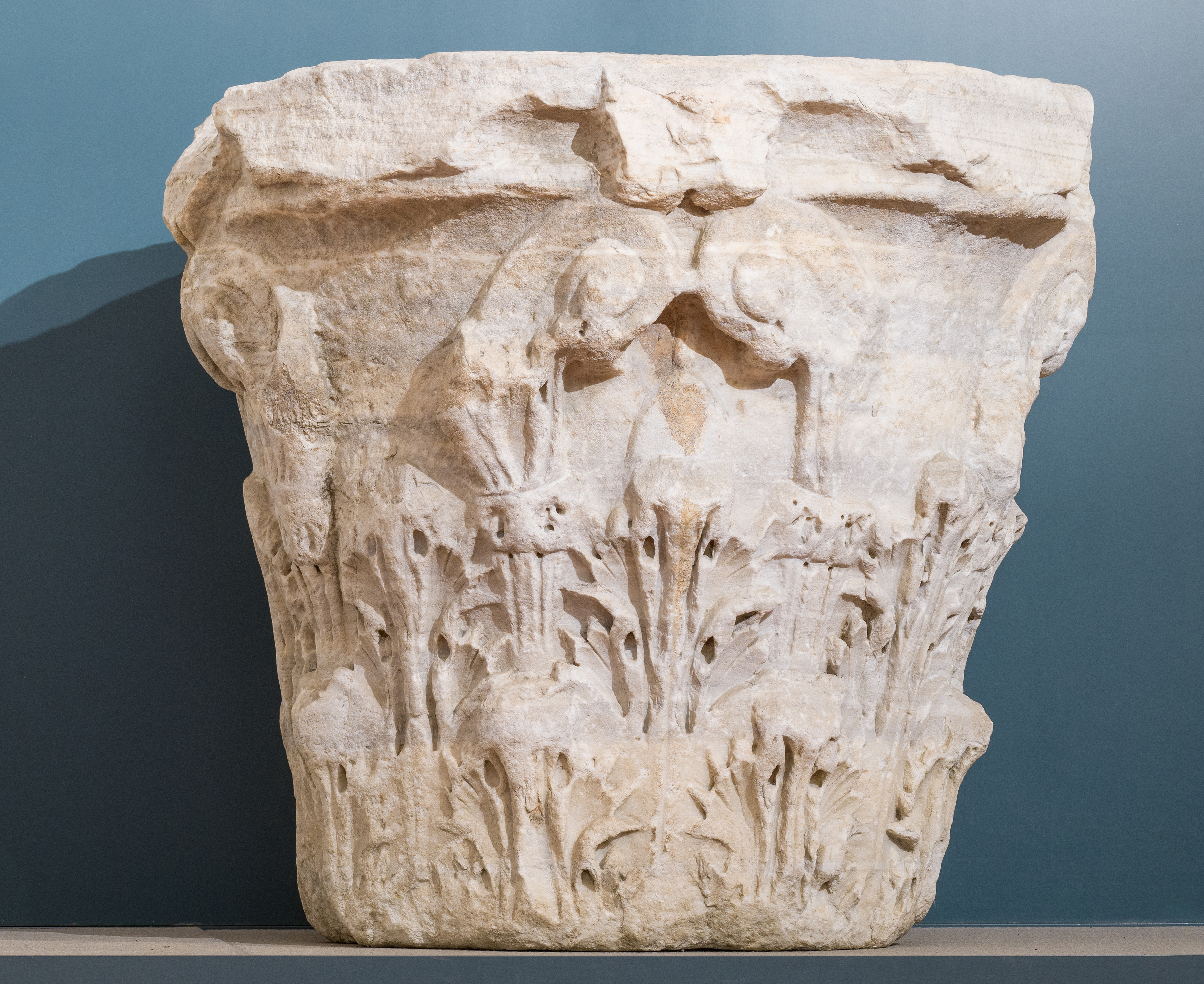
Capitello corinzio in marmo di Vezza d'Oglio nel Museo di Santa Giulia a Brescia

Il marmo di Vezza è una varietà di marmo che veniva estratto in val Camonica, in Lombardia, presso il comune di Vezza d'Oglio. Ha un colore biancastro, la grana medio-fine ed i suoi componenti sono calcite con raro quarzo. È stato usato soprattutto nella costruzione di luoghi di culto.